# Országalma (Székesfehérvár)
A Fehérvári jog, közismertebb nevén az Országalma egy vörösmárvány díszkút, emlékmű, amely Székesfehérvár belvárosában, a Városház tér közepén található. A díszkút Ohmann Béla szobrászművész alkotása, 1943-ban állították fel. Közvetlenül Székesfehérvár, az első kiváltságolt magyar város középkori önkormányzati jogának, a fehérvári jognak állít emléket, de a város múltját és az azzal összefonódó ezeréves magyar államiságot is szimbolizálja.
Latin nyelvű felirata, a „Libertates Civitati Albensi a S. Rege Stephano concessæ” körfelirat egy középkori oklevél szövegének részlete, jelentése pedig Fehérvár szabadságjogait Szent István adományozta.

## Leírása, története
A közismertebben Országalmának, hivatalosan Fehérvári jognak nevezett vörösmárvány díszkút készítését 1941 második felében kezdték el, s 1943 szeptemberére fejezték be. A kőtömb tetején a kereszt a kereszténység felvételére, az alatta lévő úgynevezett falkorona Fehérvár koronázóvárosi státusára utal. Az oroszlánok az ország címerét, a városcímert és II. András király címerét tartják. Alattuk az évszámok: 1001 (István király koronázása), 1688 (a város török hódoltság alóli felszabadulása), 1938 (Szent István halálának 900. évfordulója).
A körbefutó felirat egy 1237-ben kelt oklevélből való: „LIBERTATES CIVITATI ALBENSI A. S. REGE STEPHANO CONCESSAE”, azaz Fehérvár szabadságjogait Szent István adományozta, más fordítás szerint Fehérvár szabad város Szent István kegyéből. Ez utalás a fehérvári jog néven ismert középkori szabadságjogcsaládra, melyet a hagyomány szerint I. István adományozott Székesfehérvárnak. Ezt a hagyományt nem lehet ugyan kétségbe vonni, hiszen ezt a várost tartotta székesfővárosának, de alátámasztani sem, hiszen az írásos bizonyítékok III. Istvánig vezethetőek vissza. A fehérvári jog volt a középkori Magyarország városainak jogalapja. Egy település csak akkor vált igazi várossá, ha fehérvári jogot kapott, ezzel kiemelkedve az egyszerű települések közül. A második világháború idején, miután a szovjet csapatok elfoglalták a várost, az Országalmát faállvánnyal vették körül és négy, harci jelenetet ábrázoló vászonnal takarták le. Tetejére sarló és kalapács került. Ezeket a jelképeket 1948. április 5-én szedték le. Az 1950-es években a kőtömbnek csak az alsó része állt. 1962-ben részben helyreállították, de az évszámok és a kereszt csak 1985–1986-ban kerültek vissza az emlékműre.